# Ee'MALL
ee'MALL(일본어: イーイーモール 이이모루[*])는 2003년 3월부터 시작한 코나미의 e-AMUSEMENT 대응 디지털 쇼핑 시뮬레이션 게임 서비스이다. 후에 속편으로《ee'MALL 2nd avenue》(일본어: イーイーモール セカンドアベニュー 이이모루 세칸도 아베뉴[*])서비스가 2003년 12월부터 시작했다.
리듬 게임 비마니 시리즈 각 작품과 연동을 주축으로 하며 주로 악곡을 제공하는 서비스를 하지만 비마니 시리즈엔 포함하진 않는다.
2006년 5월 1일을 기점으로 종료되었다.